# Cao Minh (nhà may)
Nhà may Cao Minh là một thương hiệu nhà may veston cao cấp nổi tiếng lâu đời tại Việt Nam được sáng lập từ năm 1948 bởi nhà thiết kế Lý Minh. Nhà may được biết đến nhiều vì từng may áo vest cho nhiều nhân vật công chúng nổi bật như Đại tướng Võ Nguyên Giáp. Ông Lý Minh được nhà nước Việt Nam công nhân danh hiệu "Nghệ nhân ngành may" năm 1991. Thương hiệu nhà may Cao Minh hiện có chi nhánh tại Hà Nội và Thành phố Hồ Chí Minh.

## Lược sử
Nhà may Cao Minh được thành lập năm 1948 tại Hà Nội, do ông Lý Minh, một người Việt gốc Hoa, sinh 1923, quê tại Thanh Oai (nay thuộc Hà Nội) làm chủ. Trong suốt thời gian chiến tranh Đông Dương, nhà may dần trở nên nổi tiếng với sản phẩm được biết đến nhiều là âu phục veston, được nhiều khách hàng cả Pháp lẫn Việt biết đến.
Sau năm 1954, ông Lý Minh di cư vào Sài Gòn lập nghiệp và dần dần phục hồi thương hiệu nhà may Cao Minh tại miền Nam. Nhà may Cao Minh tại Phùng Hưng, Hà Nội do người anh của ông quản lý.
Năm 1976, nhà may Cao Minh tại Sài Gòn bị quốc hữu hóa. Bản thân ông Lý Minh, vì là một thợ may giỏi, được đưa vào làm lại công ty Vải sợi may mặc TP. Hồ Chí Minh, với chức danh Cửa hàng phó cửa hàng May đo nội địa và xuất khẩu. Trong chế độ mới, do uy tín đã có từ lâu, ông thường xuyên được giao việc may đo âu phục veston cho nhiều yếu nhân của Thành phố Hồ Chí Minh, thậm chí của cả Việt Nam.
Cuối thập niên 1980, khi Việt Nam bước vào thời kỳ mở cửa, ông Lý Minh bấy giờ đã nghỉ hưu, cùng với con cháu tái lập lại thương hiệu nhà may Cao Minh. Năm 1990, thương hiệu nhà may Cao Minh đăng ký "Nhãn hiệu độc quyền" tại Việt Nam. Một năm sau đó, năm 1991, Nhà nước Việt Nam phong tặng danh hiệu "Nghệ nhân ngành may” cho ông Lý Minh. Cũng trong năm này, nhà may Cao Minh trở thành một doanh nghiệp tư nhân.
Hiện nay, Cao Minh có chi nhánh tại Thành phố Hồ Chí Minh và Hà Nội.
Nhà may Cao Minh cũ tại phố Phùng Hưng, Hà Nội của con cháu anh ông Minh đã đổi tên thành Quang Minh do có tranh chấp về bản quyền thương hiệu với con cháu ông Minh.